# Erie—Lincoln (circonscription ontarienne)
Pour les articles homonymes, voir Erie et Lincoln.
Circonscription électorale provinciale du Canada
Erie—Lincoln est une ancienne circonscription provinciale de l'Ontario représentée à l'Assemblée législative de l'Ontario de 1999 à 2007.

## Géographie
La circonscription se situait dans la Municipalité régionale de Niagara et incluait:
- Les municipalités de Lincoln, West Lincoln (en), Wainfleet (en) et Dunnville (en)
- Les villes de Port Colborne et Fort Érié.

## Historique
Créée en 1999 à partir de Lincoln, Brant—Haldimand et Niagara South, la circonscription est abolie en 2007 et redistribuée dans Niagara West—Glanbrook, Haldimand—Norfolk, Niagara Falls and Welland.
| Législature                                                                                         | Années                                                             | Député                                                             | Député                                                             | Parti                                                              |
| Circonscription issue de Lincoln, Brant—Haldimand et Niagara South                                  | Circonscription issue de Lincoln, Brant—Haldimand et Niagara South | Circonscription issue de Lincoln, Brant—Haldimand et Niagara South | Circonscription issue de Lincoln, Brant—Haldimand et Niagara South | Circonscription issue de Lincoln, Brant—Haldimand et Niagara South |
| --------------------------------------------------------------------------------------------------- | ------------------------------------------------------------------ | ------------------------------------------------------------------ | ------------------------------------------------------------------ | ------------------------------------------------------------------ |
| 37e                                                                                                 | 1999-2003                                                          |                                                                    | Tim Hudak                                                          | Progressiste-conservateur                                          |
| 38e                                                                                                 | 2003-2007                                                          |                                                                    | Tim Hudak                                                          | Progressiste-conservateur                                          |
| Circonscription dissoute parmi Niagara West—Glanbrook, Haldimand—Norfolk, Niagara Falls and Welland |                                                                    |                                                                    |                                                                    |                                                                    |

## Circonscription fédérale
Depuis les élections provinciales ontariennes du 4 octobre 2007, l'ensemble des circonscriptions provinciales et des circonscriptions fédérales sont identiques.